# Tiemann-Umlagerung
Die Tiemann-Umlagerung ist eine Namensreaktion der organischen Chemie und ermöglicht die mehrstufige Herstellung von monosubstituierten Harnstoffen. Die Reaktion ist nach den deutschen Chemiker Ferdinand Tiemann (1848–1899) benannt. 
Dabei wird ein Amidoxim 1 mit Benzolsulfonylchlorid umgesetzt und anschließend hydrolysiert. Durch eine Umlagerung entsteht dabei ein monosubstituierter Harnstoff 2: